# 가슴 배구단
《가슴 배구단》(일본어: おっぱいバレー)은 2009년 제작된 한국의 영화이다. 미즈노 무네노리의 동명 소설 《젖가슴 배구》를 원작으로 제작되었다.
대한민국에서는 2009년 7월에 제11회 서울국제청소년영화제에서 《가슴 배구》라는 이름으로 상영되었고, ㈜케이앤엔터테인먼트에서 수입하여 《가슴 배구단》이라는 이름으로 2012년 1월 26일 극장에 개봉됐다.

## 줄거리
1979년 도바타 중학교 남자 배구부는 하라는 배구는 안 하고 매일같이 여자 가슴 생각만 하는 구제불능 3학년생들뿐이었다. 그런 곳에 새로 부임한 데라시마 미카코 선생이 고문교사로 오게 된다. 부원들의 실력이 엉망이자 미카코는 '열심히 한다면 무엇이든 해주겠다'고 말해버리고, 응큼한 아이들은 '대회에서 우승한다면 선생님의 가슴을 보여달라'는 얼토당토 않은 약속을 걸게 된다.
처음에는 그저 가슴만 생각하고 연습하던 부원들이었지만 점차 실력이 늘고 라이벌이었던 여자 배구부를 이기기까지 하면서 자신감이 붙는다. 그러나 갑자기 일취월장한 남자 배구부를 질투한 여자 배구부원이 선생님과 아이들의 약속의 정체를 알아 버리고, 소문이 퍼져 미카코는 해고당하게 된다.
미카코 없이 배구부원들은 대회에 출전하게 되고, 막강한 상대 류오중 배구부에 처참히 무너져 1세트를 내준다. 그러나 교사의 마음가짐을 다잡은 미카코가 돌아와 부원들을 격려하고 2세트는 도바타중이 승리한다. 그러나 류오중이 정예 멤버들을 내보내자 도바타 배구부는 3세트에서 패배해 대회 우승은 못하게 된다. 미카코는 낙담한 아이들을 안아주고 격려한다.
미카코가 마을을 떠나는 날, 미카코가 탄 기차를 향해 배구부원들은 작별인사를 보낸다.

## 출연진
- 아야세 하루카 - 데라시마 미카코
  - 오고 스즈카 - 중학생 미카코
- 키무라 하루키 - 히라타 소다오
- 혼조 마사키 - 스기우라 켄고
- 아오키 무네타카 - 호리우치 켄지
- 이시다 타쿠야 - 대선배
- 코바야시 카츠야 - 하라다 코이치로
- 나카무라 토오루 - 시로 카즈키
- 타구치 히로마사 - 류오중 배구부 코치
- 후쿠시 세이지 - 미카코 전 남친
- 이치게 요시에 - 하라다 부인

## 스태프
- 원작: 미즈노 무네노리 『젖가슴 배구』 (린다 퍼블리셔즈 출간)
- 감독: 하스미 에이이치로
- 각본: 오카다 요시카즈
- 각본 협력: 니시다 마사후미
- 음악: 사토 나오키
- 제작: 호리코시 토오루, 치바 류헤이, 아베 슈지, 가미키 노리야스, 엔도 시게유키, 호리 요시타카, 니시가키 신이치로, 히라이 후미히로
- 책임 프로듀서: 오쿠다 세이지, 호리 켄이치로
- 공동 책임프로듀서: 스가누마 나오키
- 프로듀스: 호리베 토오루 (ROBOT)
- 프로듀서: 후지무라 나오토, 아카시 나오유
- 공동 프로듀서: 고쿠타 마사히토
- 기획 협력: 에가미 마사히토
- 촬영: 니시무라 히로미츠 (J.S.C)
- 조명: 미쓰요시 아키요
- 녹음: 야나기야 후미히코
- 미술: 기타타니 다케유키
- 제작 프로덕션: ROBOT
- 배급: 워너 브러더스 영화/토에이 (공동배급)
- 제작: 닛폰 TV 방송망, 에이벡스 엔터테인먼트, ROBOT, 워너 브러더스 영화, 토에이, 호리프로, 요미우리 TV, 밥/STV, MMT, SDT, CTV, HTV, FBS

## 해외 수출

### 대한민국
- 제목 : 가슴 배구단
- 개봉 : 2012년 1월 26일
- 관람등급 : 12세 이상 관람가
- 러닝타임 : 102분
- 수입 : ㈜케이앤엔터테인먼트
- 제공 : ㈜케이앤엔터테인먼트
- 배급 : ㈜케이앤엔터테인먼트
- 저작권 보호 대행 : 씨네21i㈜